# 第四紀元
第四紀元 Fourth Age，是英國的作家約翰·羅納德·瑞爾·托爾金創作的史詩式奇幻小說系列中的太陽紀第四時代。
第四紀元開始於至尊魔戒摧毀，索倫再次被擊敗。比爾博·巴金斯和佛羅多·巴金斯遠航至維林諾之時。
托爾金在這紀元著墨不多，因此不知第四紀元何時結束。
這時期描述精靈的遠航和努曼諾爾人的王國再興（亞爾諾和剛鐸），人類時代開始和精靈時代結束。
托爾金認為，第三紀元的結尾到20世紀相差大約6000年，1958年表示，若果第四紀元及第五紀元與第二紀元及第三紀元一樣長的話，我們應該在第五紀元的結尾。然而，在1958年他在信中說，紀元時間會加快的，他相信現在應是第六紀元的結束和第七紀元的開始。（這封信件附上在Arda百科全書的「第四紀元」條目上。）
托爾金學報（2004年8月）連載了一篇長文章分析所有可利用的資料，認為第一紀元開始於前10160年3月25日，第二紀元開始於前9564年12月26日，第三紀元開始於前6123年12月24日，第四紀元開始於前3102年3月18日。

## 外部連結
1. Arda百科全書 （页面存档备份，存于）
  - 第四紀元 （页面存档备份，存于）
2. 托爾金學報 （页面存档备份，存于）